# Redenção (álbum de Fresno)
| Críticas profissionais | Críticas profissionais |
| Avaliações da crítica  | Avaliações da crítica  |
| Fonte                  | Avaliação              |
| ---------------------- | ---------------------- |
| Território da Música   | 3 de 5 estrelas.       |

Redenção é o quarto álbum de estúdio da banda brasileira Fresno, lançado em 15 de abril de 2008, pela Universal Music Brasil.
O álbum vendeu em torno de 50 mil cópias, se tornando o único álbum da banda com disco de ouro.

## Faixas
| N.º | Título                            | Compositor(es)                                        | Duração |  |
| 1.  | "Sobre Todas As Coisas Que Eu..." | Lucas Silveira                                        | 1:12    |  |
| 2.  | "Não Quero Lembrar"               | Silveira                                              | 3:25    |  |
| 3.  | "Uma Música"                      | Silveira                                              | 3:14    |  |
| 4.  | "Contas Vencidas"                 | Silveira                                              | 3:02    |  |
| 5.  | "Desde Quando Você se Foi"        | Silveira                                              | 3:36    |  |
| 6.  | "Redenção"                        | Silveira, Rodrigo Tavares                             | 3:48    |  |
| 7.  | "Alguem Que Te Faz Sorrir"        | Silveira                                              | 3:17    |  |
| 8.  | "Passado"                         | Silveira                                              | 4:12    |  |
| 9.  | "Goodbye"                         | Silveira                                              | 3:01    |  |
| 10. | "Europa"                          | Silveira, Tavares, Gustavo Mantovani, Pedro Cupertino | 3:32    |  |
| 11. | "Você Perdeu de Novo"             | Silveira                                              | 3:46    |  |
| 12. | "Polo"                            | Silveira                                              | 3:44    |  |
| 13. | "Milonga"                         | Rodrigo Tavares,Silveira                              | 5:02    |  |

## Singles
| Ano  | Single                                 | Posição     | Posição      | Posição        | Posição   | Posição       | Certificações |
| Ano  | Single                                 | BRA Hot 100 | BRA Year End | BRA Hit Parade | BRA Bill. | BRA Bill. Pop | Certificações |
| ---- | -------------------------------------- | ----------- | ------------ | -------------- | --------- | ------------- | ------------- |
| 2007 | "Pólo"                                 | 20          | —            | 1              | —         | —             |               |
| 2008 | "Uma Música"                           | 16          | —            | 1              | —         | —             | - BRA: Ouro   |
| 2008 | "Alguém que te Faz Sorrir" (relançado) | 1           | 25           | 1              | —         | —             | - BRA: Ouro   |
| 2009 | "Desde Quando Você se Foi"             | 27          | —            | 1              | 12        | 23            |               |
| 2009 | "Redenção"                             | 21          | —            | 12             | 33        | 36            | - BRA: Ouro   |

## Créditos
Banda
- Lucas Silveira - vocal e guitarra
- Rodrigo Tavares - baixo e vocal de apoio
- Vavo - guitarra
- Cuper - bateria